# Сломанная винтовка
Сло́манная винто́вка или «ру́ки, лома́ющие винто́вку» (в большинстве вариантов это иллюстрации) является одним из символов движения за мир начала XX столетия и выражает политический посыл пацифистской и преимущественно антимилитаристской позиции.
В начале 1920-х годов он стал логотипом Интернационала противников войны (WRI) — крупнейшего в мире объединения отказников по соображениям совести, к которому за десятилетия присоединились несколько национальных организаций движения за мир из примерно 40-50 стран. WRI также выпускает международный информационный бюллетень под названием «Сломанная винтовка» с 1986 года.
По сей день сломанная винтовка служит «визитной карточкой» политически организованного пацифизма и антимилитаризма. Он доступен в различных графических вариантах, в том числе в виде наклеек, текстильных принтов (баннеров, одежды, например. футболок и т. д.), граффити или значков.

## Ранние версии
Впервые символ был использован в публицистике в заголовке январского издания «De Wapens Neder» (Die Waffen Nieder) за 1909 год, ежемесячного журнала международного антимилитаристского союза имени Берты фон Зутнер на немецком языке, изданного с 1892 по 1899 год и базирующегося в Нидерландах.
В 1915 году символ появился на обложке брошюры Норвежской социал-демократической молодёжной ассоциации под названием «Under det brukne Gevær» («Под сломанной винтовкой»).
Ассоциация жертв войны, основанная в Германии в 1917 году, использовала символ на флаге ассоциации.
Во время демонстрации бельгийских рабочих 16-го октября в 1921 году в Ла-Лувье некоторые демонстранты несли плакаты с изображением солдата, ломающего винтовку.
После Первой мировой войны ряд свободных молодёжных группировок в Германии, появившихся в рамках молодёжного движения по реформированию жизни, связанных с инициативами рабочей молодежи, сделали сломанную винтовку своим символом. Из-за войны организации становились все более политориентированными и вначале выступали против войны и милитаризма в целом. Они были сформированы прежде всего на антиавторитарных и интернационалистских идеях социализма. Существенной частью группировок свободной молодежи с 1923 г. стала синдикалистско-анархистская молодежь Германии (САЖД).
Анархо-пацифист Эрнст Фридрих, ключевая фигура Свободной молодежи в Берлине, использовал сломанную винтовку в 1924 году, в рекламе для распространения своей книги «Война войне», фотодокументации о Первой мировой войне с исчерпывающим антивоенным обращением к «людям всех стран» на четырёх языках (немецком, французском, английском и голландском). Книга, изданная от имени Свободной молодежи Берлина, была успешной в Германии в Веймарской республике. Выручка от тиража позволила Фридриху профинансировать работу своего антивоенного музея, который открылся в Берлине в 1923 году. Он поставил барельеф с символом сломанной винтовки над входной дверью. После захвата власти нацистами в 1933 году здание музея и его имущество было конфисковано и закрыто. Антимилитаристские знаки отличия были уничтожены и удалены, здание было преобразовано в зал заседаний СА. Только в 1982 году музей был открыт на другом месте — в Округе Веддинг Берлина с его первоначальной целью.
В 1950 году немецкий художник Отто Панкок взял на вооружение символ сломанной винтовки и создал одну из своих самых знаменитых работ — гравюру на дереве «Христос ломает винтовку», в которой сочетаются как политические, так и религиозные мотивы. Эта картина была также широко распространена впоследствии, в движениях за мир, особенно в 1980-х годах с такими христианами организациями, как Католический Пакс Кристи или Служба примирения — евангелистское движение за мир. Еженедельный журнал Зеркало в июне 1981 года (выпуск 25/1981), использовал гравюру Панкокса в цветном видоизмененном виде на обложке в качестве тизера для первых крупных докладов о движении за мир против двойного решения НАТО.

## Обновлённые версии / галерея
- Сломанная винтовка: изображения, используемые в настоящее время
- "Руки, ломающие винтовку": логотип  Интернационала противников войны (IdK) сделанный на основе одного из оригинальных символов
- Сломанная винтовка на логотипе анархо-пацифистской Федерации групп ненасильственных действий (FÖGA)
- Символ сломанной винтовки, используемый A im Kreis в качестве трафарета (изображение на фасаде во Франции, март 2011 г.)
- Металлическая скульптура сломанной винтовки Анджело Монитильо с 2005 года на территории нынешнего антивоенного музея в Округе Веддинг, Берлин

## Журнал WRI «The Broken Rifle»
С 1986 года журнал The Broken Rifle издается с нерегулярными интервалами — примерно три-четыре раза в год — в виде международного информационного бюллетеня, организацией War Resisters International. Он публикуется на немецком, английском (The broken rifle), французском (Le fusil brisé) и испанском (El fusil roto) и в основном содержит новости и справочную информацию о деятельности движения за мир и права человека со всего мира при поддержке WRI. В октябре 2014 года был выпущен 100-й выпуск журнала. С выпусками и статьями бюллетеня «Сломанная винтовка», публикуемыми с декабря 1996 года, можно ознакомиться в Интернете на веб-сайте WRI.